# Different Times
Different Times è il settimo album in studio dei Giardini di Mirò,  pubblicato il 30 novembre 2018 dalla 42 Records e anticipato dal singolo omonimo.

## Il disco
L'album mantiene solidi legami con il passato ma proietta i Giardini di Mirò ulteriormente in avanti, anche grazie alla rinnovata collaborazione con Giacomo Fiorenza, lo stesso produttore con cui avevano realizzato i primi due album Rise and Fall of Academic Drifting e Punk... Not Diet!, che da subito li avevano consacrati tra gli imprescindibili degli anni 2000.
Lo scatto di copertina, ad opera di Simone Mizzotti, mostra un campetto da calcio sperso in una periferia di una città cinese.

## Tracce
1. Different Times
2. Don't Lie (con Adele Nigro – Any Other)
3. Hold On (con Robin Proper-Sheppard – Sophia)
4. Pity the Nation
5. Failed to Chart (con Glen Johnson – Piano Magic)
6. Void Slip
7. Landfall
8. Under
9. Fieldnotes (con Daniel O'Sullivan)

## Formazione
- Jukka Reverberi - chitarra, basso, voce
- Corrado Nuccini - chitarra, electronica, voce
- Luca Di Mira - tastiere
- Mirko Venturelli - basso
- Lorenzo Cattalani - batteria
- Emanuele Reverberi - violino, tromba